# 1601

## Esdeveniments
- Primera reglamentació sobre la pobresa a Anglaterra
- Matteo Ricci, missioner jesuïta, arriba a la Xina
- Publicació de Hamlet

## Naixements
- Fermat, matemàtic francès
- El rei Lluís XIII de França
- Baltasar Gracián, autor espanyol
- Alonso Cano Pintor i escultor espanyol.

## Necrològiques
Món
- 24 d'octubre - Praga, (Bohèmia): Tycho Brahe, astrònom danès. (n. 1546)